# مسجد قصر الشريعة
مسجد قصر الشريعة هو مسجد تاريخي يقع في مدينة الهياثم بمحافظة الخرج في منطقة الرياض بالمملكة العربية السعودية، يتميز ببنائه على الطراز النجدي القديم المكون من الطين والحجر، وسقف مبني من خشب الأثل وسعف النخيل. كان المسجد في الماضي مكانًا للعبادة وأداء الصلاة وإلقاء الدروس والمحاضرات، وتعليم الكتابة والقرآن الكريم.

## الموقع
يقع في مدينة الهياثم غرب محافظة الخرج جنوب الرياض.

## نبذة
يعود تاريخ إنشائه إلى عام 1338هـ في عهد الملك عبد العزيز آل سعود، بعد أن تأسست البلدة القديمة بالهياثم، وتعود الأهمية التاريخية له كونه يتبع لقصر الشريعة المكون من قصر سعود الكبير وقصر البجادي. تبلغ مساحته 314 متر مربع، ويتسع لنحو 90 مصلياً. يتكون المسجد من بيت للصلاة، وسرحه (فناء خارجي مكشوف محاط بأسوار)، وخلوة (قبو) يتميز ببرودته صيفاً ودفئه شتاءً.

## الترميم
يقع المسجد ضمن مشروع الأمير محمد بن سلمان لتطوير المساجد التاريخية، وبعد ترميمه أصبحت مساحته نحو 371 متر مربع، ويتسع لـ 150 مصلياً، بالإضافة لمرافق المسجد من دورات مياه للرجال والنساء. 